# Bellevue di Monaco

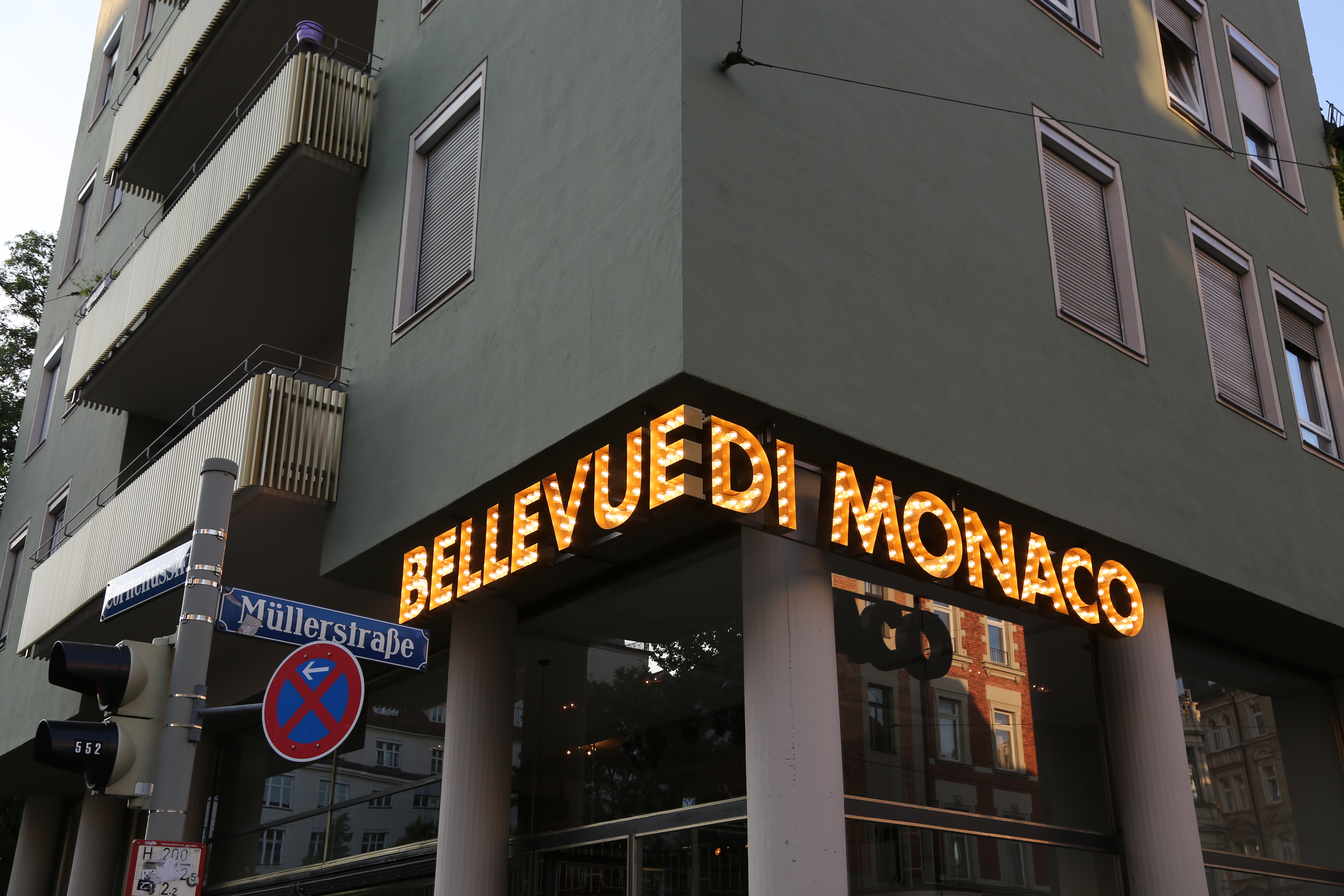
Leuchtschrift am Café des Bellevue di Monaco

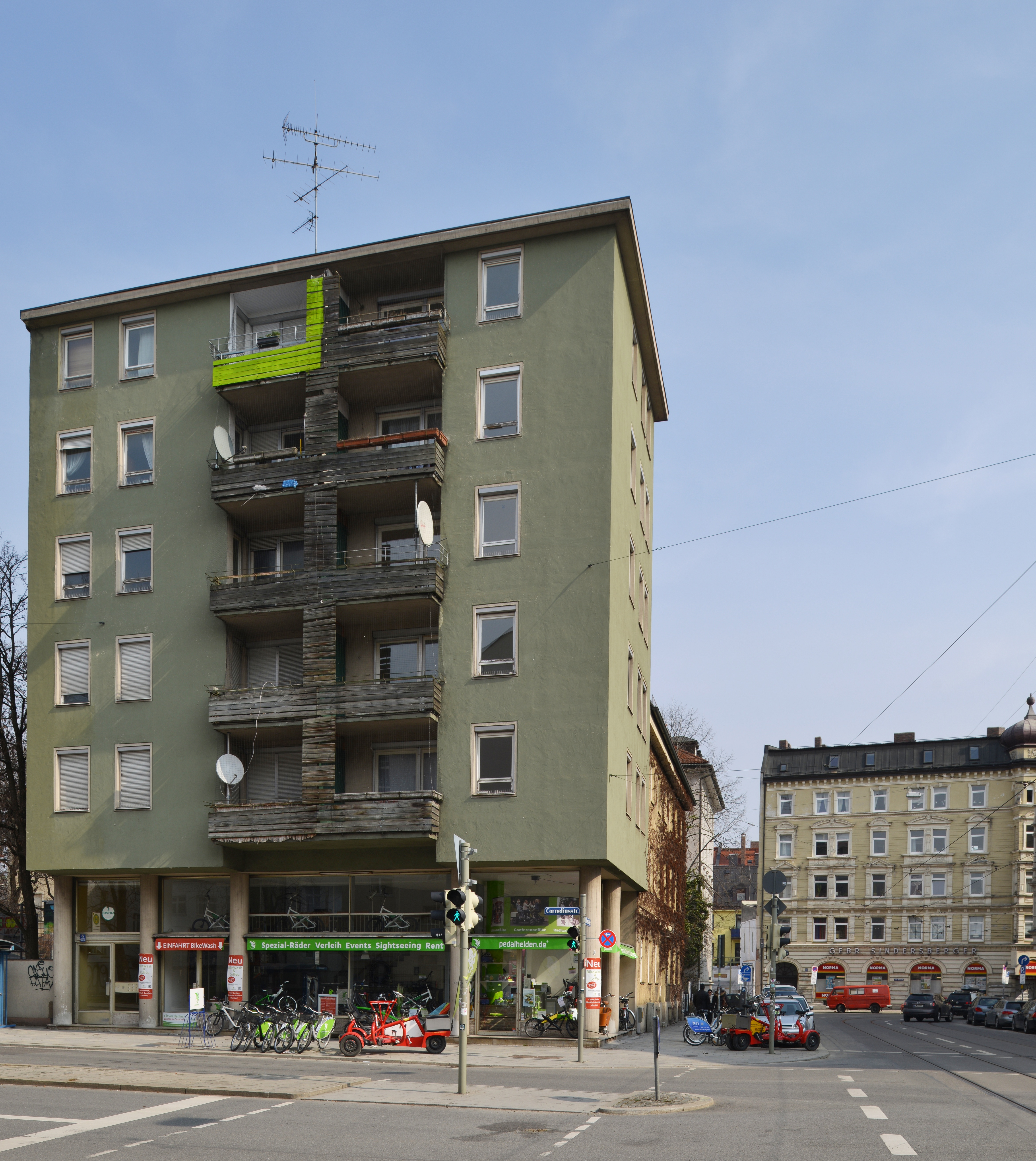
Das Gebäude an der Ecke mit der Corneliusstraße, vor der Umwandlung im Jahr 2013.

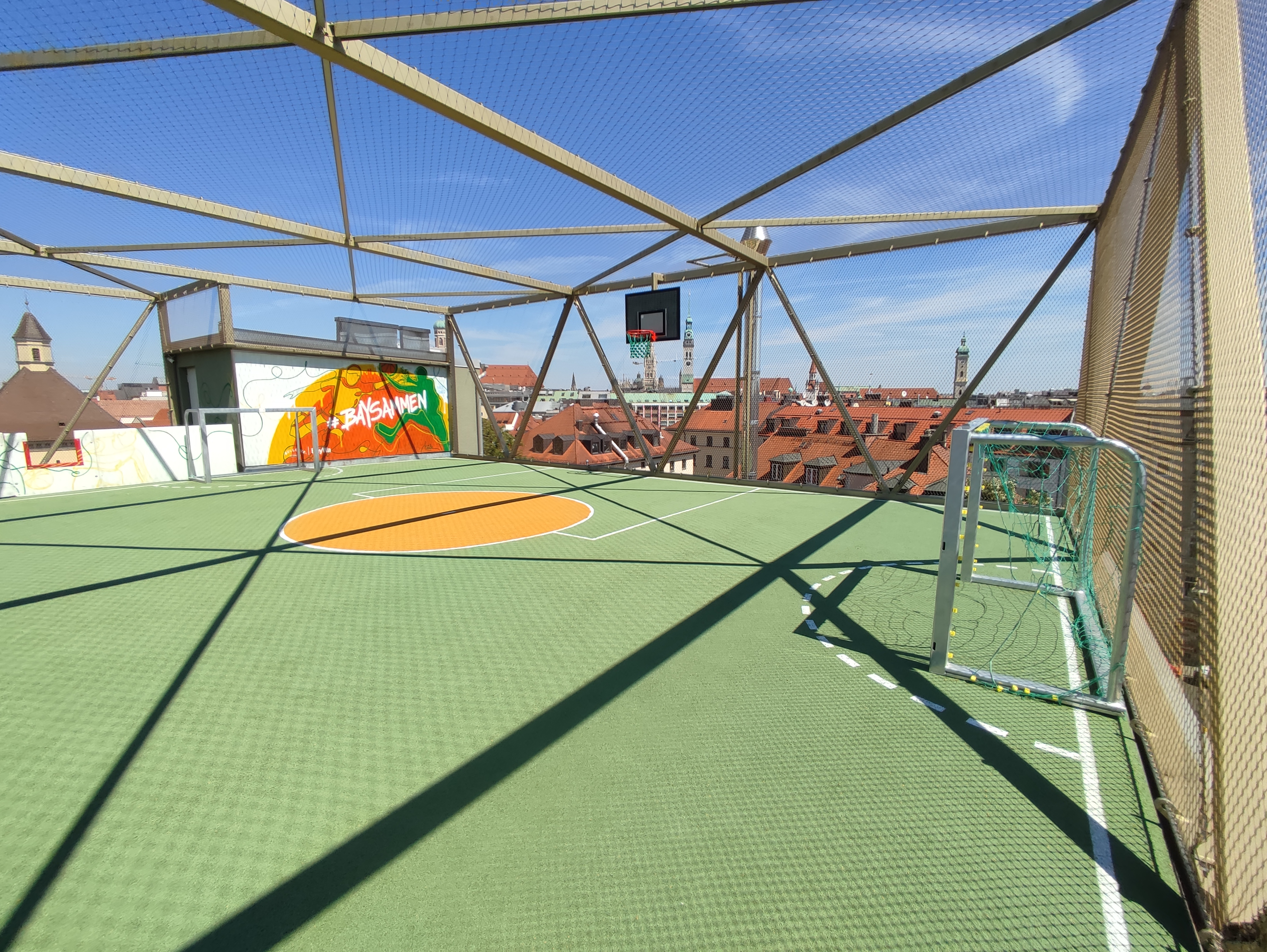
Kurt-Landauer-Platz

Das Bellevue di Monaco ist ein Wohn- und Kulturzentrum für geflüchtete Menschen und Interessierte, das sich in der Müllerstraße im Münchner Glockenbachviertel befindet.

## Geschichte und gesellschaftlicher Schwerpunkt
2014 schlossen sich einige Münchnerinnen und Münchner zu einem Aktionsbündnis zusammen, um sich dafür einzusetzen, dass Unterkünfte für Geflüchtete nicht nur an den Stadträndern entstehen, sondern auch Leerstände in der Innenstadt genutzt werden. 2015 entstand daraus die eingetragene Sozialgenossenschaft Bellevue di Monaco, mit dem Ziel ein zentral gelegenes Unterbringungs- und Kulturzentrum für unbegleitete jugendliche Geflüchtete zu etablieren. 2016 erhielt die Genossenschaft den Pachtvertrag für die Räume in der Müllerstraße. Diese sollten eigentlich abgerissen werden und einem Neubau-Objekt weichen. Nachdem sich einige, darunter auch prominente, Personen dafür einsetzten, die Gebäude zu erhalten, entschied sich die Stadt München gegen einen Abriss und verpachtete stattdessen an Bellevue di Monaco. Die Sanierungsarbeiten an den renovierungsbedürftigen Gebäuden wurden im Jahr 2018 abgeschlossen, seitdem bietet das Bellevue di Monaco Wohnraum für etwa 40 Personen.
Die Wohnräume des Bellevue di Monaco werden durch verschiedene Träger der Jugend- und Sozialhilfe angemietet und den Geflüchteten zur Verfügung gestellt. Gleichzeitig werden diese auch durch die Träger, wie beispielsweise das Refugio München, betreut.
Neben den Wohnräumen gibt es auch das sogenannte Info-Café. Dieses ist vor allem ein offener Treffpunkt für Geflüchtete und alle Interessierten aus München. Zudem bieten unter anderem der bayerische Flüchtlingsrat oder der Verein Lichterkette e. V. (siehe Münchner Lichterkette) ihre Unterstützung bei medizinischer und psychologischer Vermittlung sowie Rechtsfragen einschließlich aufenthaltsrechtlicher Fragen an. Gleichzeitig herrscht dort auch tatsächlicher Café-Betrieb, der gemeinsam mit den Geflüchteten organisiert wird und dadurch Arbeitsplätze innerhalb des Sozialprojekts bietet.
Im Oktober 2020 eröffnete auf dem Dach des Bellevue di Monaco zudem ein Dachsportplatz, der sogenannte Kurt-Landauer-Platz, um trotz des begrenzten Platzes auch ein Sportangebot zur Verfügung stellen zu können.
Zum Sozialprojekt gehört auch das Werkstattprojekt Bellevue Couture. Hier können Schneiderinnen und Schneider aus Stoffresten Mode herstellen, welche dann verkauft wird. Die Schnitte bleiben gleich, die Stoffe variieren und sind davon abhängig, welche Stoffreste gerade verfügbar sind. Die Erlöse fließen wiederum ins Kulturzentrum. Zwei der Schneiderinnen entwarfen im Mai 2022 eine Kollektion für Talbot Runhof.
Die Räume des Bellevue di Monaco werden außerdem auch für verschiedene Veranstaltungen genutzt. Auch hier werden die geflüchteten Menschen immer wieder aktiv in diverse Kunstformate eingebunden. Unterstützt wird das Veranstaltungsangebot unter anderem durch den Bayerischen Rundfunk oder die Münchner Kammerspiele.
Matthias Weinzierl, Sprecher des bayerischen Flüchtlingsrats und ehemaliger Projektleiter des Bellevue di Monaco sagt über das Projekt, es „sei schließlich ein Erfolgsmodell für Integration geworden, das man in dieser Form auch in anderen Städten umsetzen könnte – und sollte.“

## Auszeichnungen
- 2019: Auszeichnung – BDA-Preis Bayern[14]
- 2021: polis Award für soziale Quartiersentwicklung[15]